# Václav Slavík (1973)
Václav Slavík (* 25. října 1973 Karlovy Vary) je český politik a učitel, od roku 2010 do roku 2022 starosta města Žlutice na Karlovarsku, člen KDU-ČSL.

## Život
Narodil se v Karlových Varech, od dětství však žije ve městě Žlutice na Karlovarsku. Absolvoval místní základní školu a následně karlovarské gymnázium. V letech 1992 až 1996 absolvoval obor biologie na Fakultě pedagogické Západočeské univerzity v Plzni (získal titul Mgr.) a v letech 2004 až 2007 školský managment na Univerzitě Karlově v Praze (získal titul Bc.). Složil státní jazykovou zkoušku z angličtiny a zúčastnil se zahraničních stáží. V letech 2002 až 2010 pracoval jako učitel a ředitel speciální školy.
Mezi jeho zájmy patří vodáctví, volejbal, malá kopaná, florbal, lední hokeji a ochotnické divadlo. Přes 20 let spolupořádal letní dětské tábory. Od roku 2020 je starostou Sboru dobrovolných hasičů Žlutice. Je také členem okresní i krajské Kontrolní a revizní komise SH ČMS.

## Politické působení
V komunálních volbách v roce 1998 kandidoval jako nezávislý za subjekt „Sdružení nezávislých kandidátů - místní sdružení celkem“ do Zastupitelstva města Žlutice, ale neuspěl. Nicméně ve volbách v roce 2002 byl jako nezávislý zvolen zastupitelem obce, a to za subjekt „Sdružení nezávislých kandidátů - Jiná cesta“. Mandát obhájil ve volbách v letech 2006 (nezávislý, lídr kandidátky subjektu „JINÁ CESTA - sdružení nezávislých kandidátů“) a 2010 (nezávislý, lídr kandidátky „Nestraníci - s podporou sdružení nezávislých kandidátů JINÁ CESTA“). V listopadu 2010 se navíc stal starostou obce.
V roce 2014 vstoupil do KDU-ČSL, kde v minulosti vykonával funkci okresního předsedy, krajského místopředsedy, člena celostátní konference této strany. Působí jako člen okresního výboru KDU-ČSL Karlovy Vary. V komunálních volbách v roce 2014 obhájil jako člen KDU-ČSL post zastupitele města. Stejně tak ve volbách v roce 2018. V obou případech byl lídrem kandidátky a v obou případech se mu podařilo obhájit i post starosty města.
Je předsedou mikroregionu Doupovské hory, členem Výboru partnerství MAS Kraj živých vod. Členem Rady Vodohospodářského sdružení obcí Západních Čech, členem dozorčí rady společnosti Skládka Vrbička s.r.o. V minulosti předsedal Řídícímu výboru MAP I a MAP II, který se věnoval plánování a propojování aktérů ve školství. Je členem Výboru pro regionální rozvoj Karlovarského kraje.
Ve volbách do Senátu PČR v roce 2022 kandidoval jako člen KDU-ČSL v rámci koalice SPOLU (tj. ODS, KDU-ČSL a TOP 09) v obvodu č. 1 – Karlovy Vary. Se ziskem 7,69 % hlasů skončil na 6. místě a do druhého kola nepostoupil.

## Ocenění
- 2019: medaile SH ČMS Za zásluhy o výchovu[16]